# Gerhard Vosloo
Pour les articles homonymes, voir Vosloo.

a Compétitions nationales et continentales officielles uniquement.

Dernière mise à jour le 6 mars 2023.
Gerhard Vosloo, né le 10 mai 1979 à Pretoria, est un joueur français de rugby à XV d'origine sud-africaine. Il évolue au poste de troisième ligne aile.

## Biographie et vie personnelle

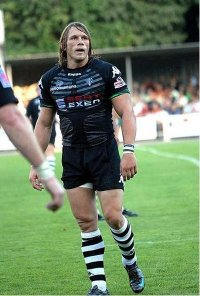
Gerhard Vosloo avec le CA Brive en août 2008

Entraîné par son père, il exerce la lutte jusqu'à l'âge de 16 ans et remporte les titres de champion d'Afrique du Sud dans les catégories de jeunes de 1991 à 1995.
Le 16 mars 2013, il prend la nationalité française avec sa femme et ses deux enfants, Lara et Gerhard Jr..

## Carrière
Ce natif de Pretoria commence sa carrière au sein de l'équipe des Cats, en Super 12, dans lequel il reste quatre ans.
En 2006, Gerhard Vosloo rejoint le club du Castres olympique qui évolue dans le Top 14.
Il y reste deux saisons avant de rejoindre l'effectif du CA Brive, où il reste trois saisons. Son entraîneur Laurent Seigne en fait un élogieux portrait : « Il possède toutes les qualités du rugbyman moderne, la première fois que je l'ai vu, il m'a tout de suite étonné par son adresse et son dynamisme. De plus, quel défenseur ! ».
En juin 2011, il participe à la tournée des Barbarians français en Argentine pour jouer deux matchs contre les Pumas. Les Baa-Baas s'inclinent 23 à 19  à Buenos Aires puis l'emportent 18 à 21 à Resistencia.
En 2011, il intègre le club champion de France : l'ASM Clermont Auvergne. Cependant, longtemps épargné par les blessures jusque-là, il rate la demi-finale de la Coupe d'Europe face au Leinster, puis la fin de la saison 2011-2012 pour être opéré des adducteurs, ainsi que le début de la saison 2012-2013, lors de laquelle il est en convalescence et récupère également d'une fracture de fatigue. De retour dans l'effectif clermontois, il dispute le quart de finale de la Coupe d'Europe face au club français de Montpellier, mais doit de nouveau déclarer forfait pour la demi-finale face au Munster. Bien que longtemps incertain, il dispute la finale de cette compétition, finale perdue face au Rugby club toulonnais sur le score de 16 à 15. Il est absent lors de la demi-finale perdue du championnat face au Castres olympique. Son bilan en championnat est de huit rencontres disputées, et deux essais marqués.
En novembre 2013, il est sélectionné dans l'équipe des Barbarians français pour affronter les Samoa au Stade Marcel-Michelin de Clermont-Ferrand.
Son importance au sein de l'effectif clermontois se matérialise lors de la saison suivante du Top 14, avec 22 matchs disputés, dont 17 en tant que titulaire. Il inscrit cinq essais. Il dispute également six matchs de Coupe d'Europe, dont la demi-finale perdue face aux Saracens. Dans cette compétition, il marque deux essais.
En 2014, à 34 ans, le staff du club auvergnat ne souhaite pas le conserver et il signe pour deux ans au RC Toulon. 
En mai 2015, il est appelé par les Barbarians britanniques pour affronter l'équipe d'Irlande XV. Il est titulaire en troisième ligne et remporte cette rencontre 22-21 face aux Irlandais.
Après deux saisons passées à Toulon, il prend finalement sa retraite en 2016.